# Otto Wilhelm von Bodenhausen
Otto Wilhelm von Bodenhausen (* 5. September 1680; † 18. Oktober 1754 in Leipzig) war ein königlich-polnischer und kurfürstlich-sächsischer hochbestallter Kreishauptmann zu Leipzig und Hofrichter zu Wittenberg sowie Inspektor der Landesschule Grimma. Ferner war er Besitzer mehrerer Rittergüter im Kurfürstentum Sachsen.

## Leben
Er stammte aus dem niedersächsischen Adelsgeschlecht von Bodenhausen. Kraft Burchhard von Bodenhausen, der um 1700 das Rittergut Brandis gekauft hatte, war sein Vater. Wie viele Mitglieder seiner Familie schlug er eine Beamtenlaufbahn im Dienst der Wettiner ein. Als Kreishauptmann wirkte er viele Jahre in der Messestadt Leipzig.
1718 stellte er ein Gesuch um Dispensation zur Ehe mit Hedwig Elisabeth aus dem Winckel, die er am 27. Dezember 1718 ehelichte. 1746 überließ er seine ältesten Sohn Carl Heinrich von Bodenhausen das Rittergut Radis. Letzterer wurde am 3. März 1724 in Radis geboren.
Otto Wilhelm von Bodenhausen ließ zwischen 1724 und 1727 das heutige Stadtschloss Brandis nach Plänen von David Schatz errichten. Mit dem stattlichen herrschaftlichen Baukörper und dem großzügigen Wirtschaftshof hatte Otto Wilhelm von Bodenhausen hier eine im Abgleich mit anderen Herrenhäusern in Sachsen der imposantesten Gutsanlagen im Leipziger Umland geschaffen. Dabei blieb der ursprüngliche Plan jedoch unvollendet. Vom Barockbau kam der Westflügel der Schlosses nicht zur Ausführung.
Otto Wilhelm von Bodenhausen starb am Morgen des 18. Oktobers 1754 auf der Leipziger Michaelismesse. Mit einem städtischen Leichenwagen wurde er von Leipzig auf das Schloss Brandis gebracht und am 22. Januar 1755 wurde die Beisetzung in der dortigen Familiengruft vorgenommen. Er wurde 74 Jahre, 4 Wochen und 5 Tage alt.
Sein Sohn war im Siebenjährigen Krieg aus Kursachsen geflohen und hatte sich sicherheitshalber im Fürstentum Anhalt-Köthen in Kliecken aufgehalten, wo er am 28. Dezember 1759 an Auszehrung unverheiratet starb. Dadurch fiel das Gut Radis an seinen einzigen Bruder, den Besitzer des Gutes Brandis, Christoph August Lebrecht von Bodenhausen. Dieser starb am 12. Dezember 1786 als Kammerherr und Besitzer mehrerer Rittergüter.